# Жовансан
Жованса́н (фр. Jovençan) — коммуна в Италии, располагается в автономном регионе Валле-д’Аоста.
Население составляет 747 человек (2008 г.), плотность населения составляет 124 чел./км². Занимает площадь 6 км². Почтовый индекс — 11020. Телефонный код — 0165.
Покровителем коммуны почитается святой Урс Аостский, празднование 1 февраля.

## Демография
Динамика населения:

## Галерея

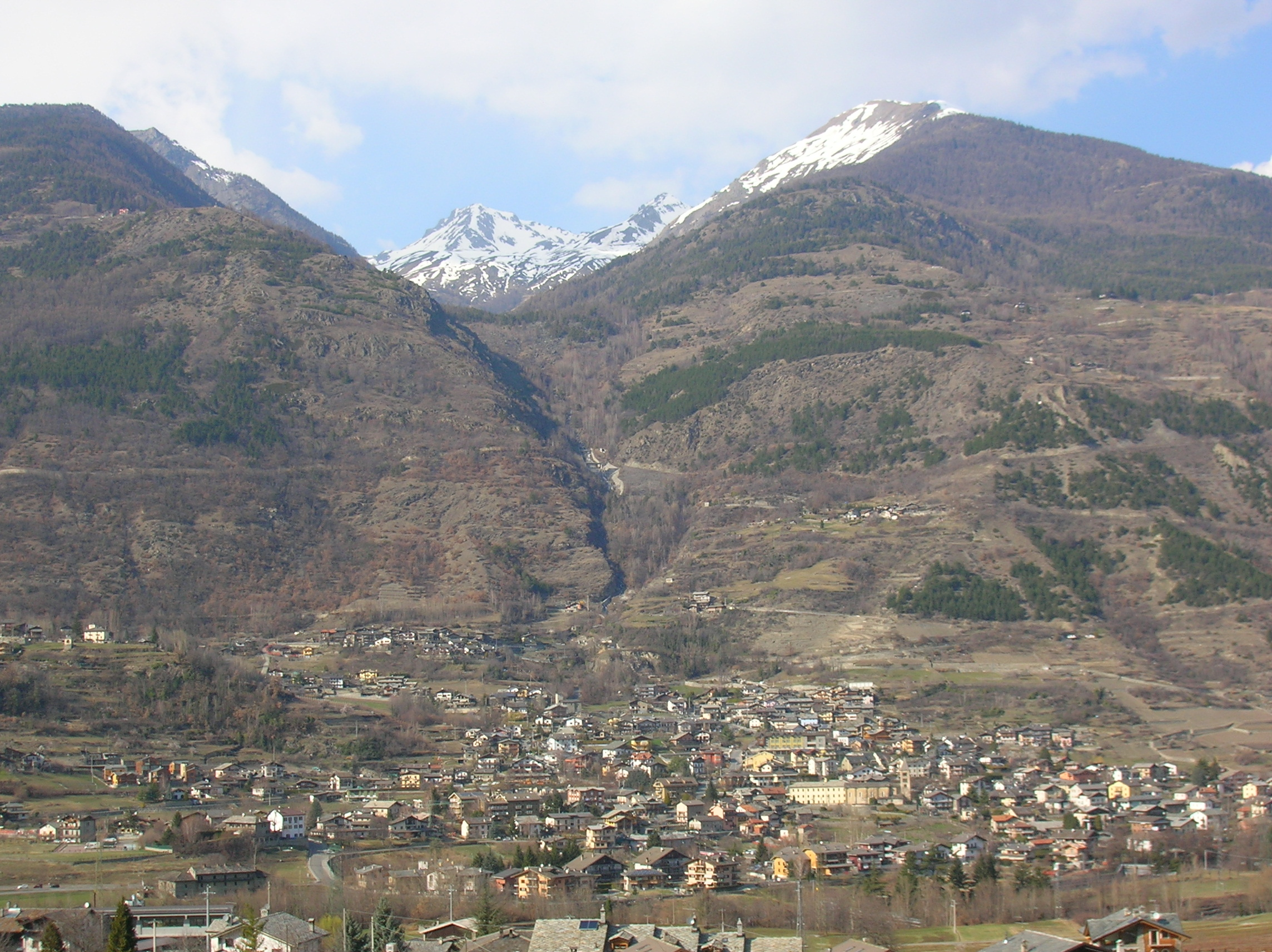
Деревенька Попмпьо (фр. Pompiod).
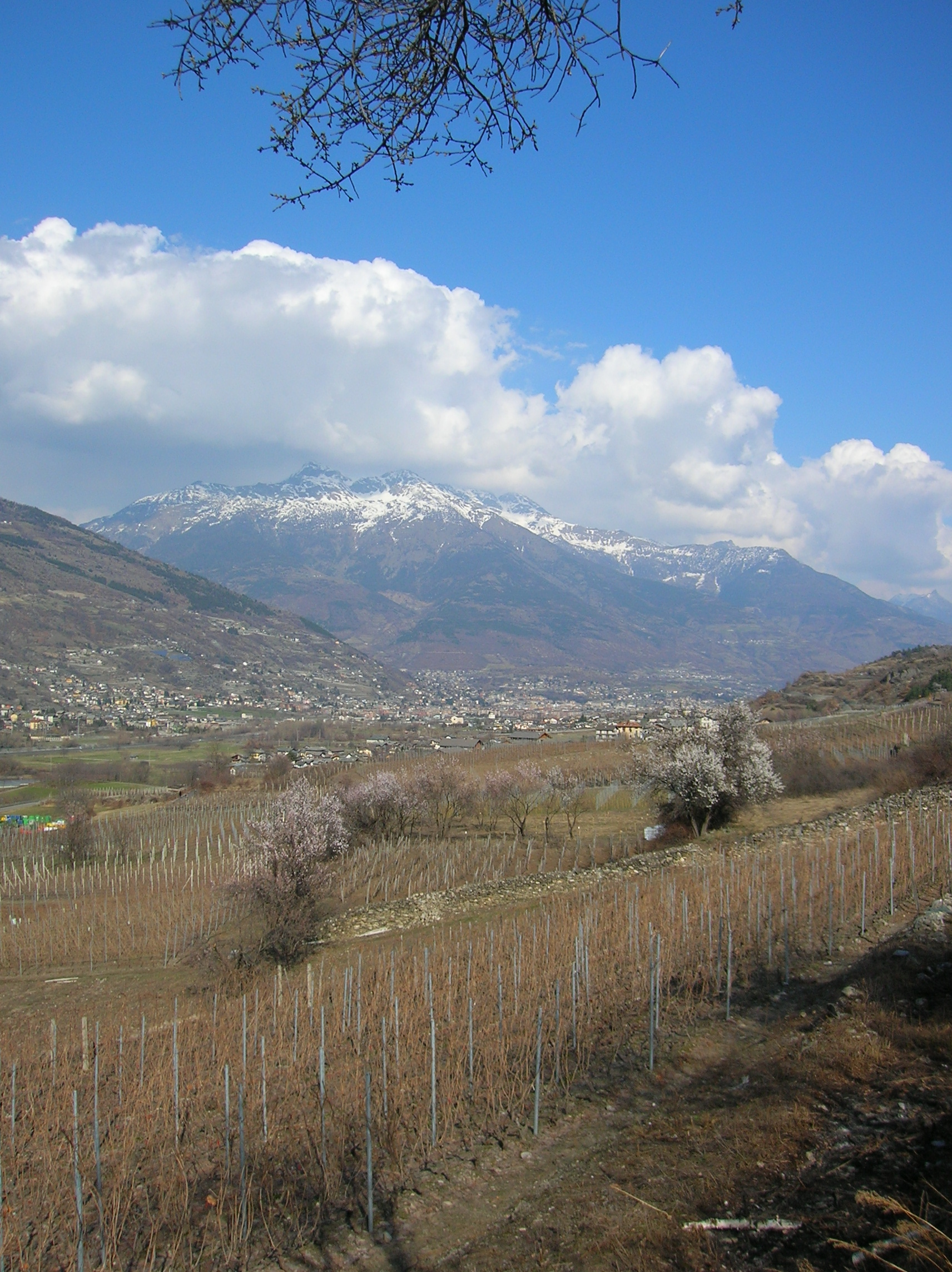
Холмы с виноградниками.
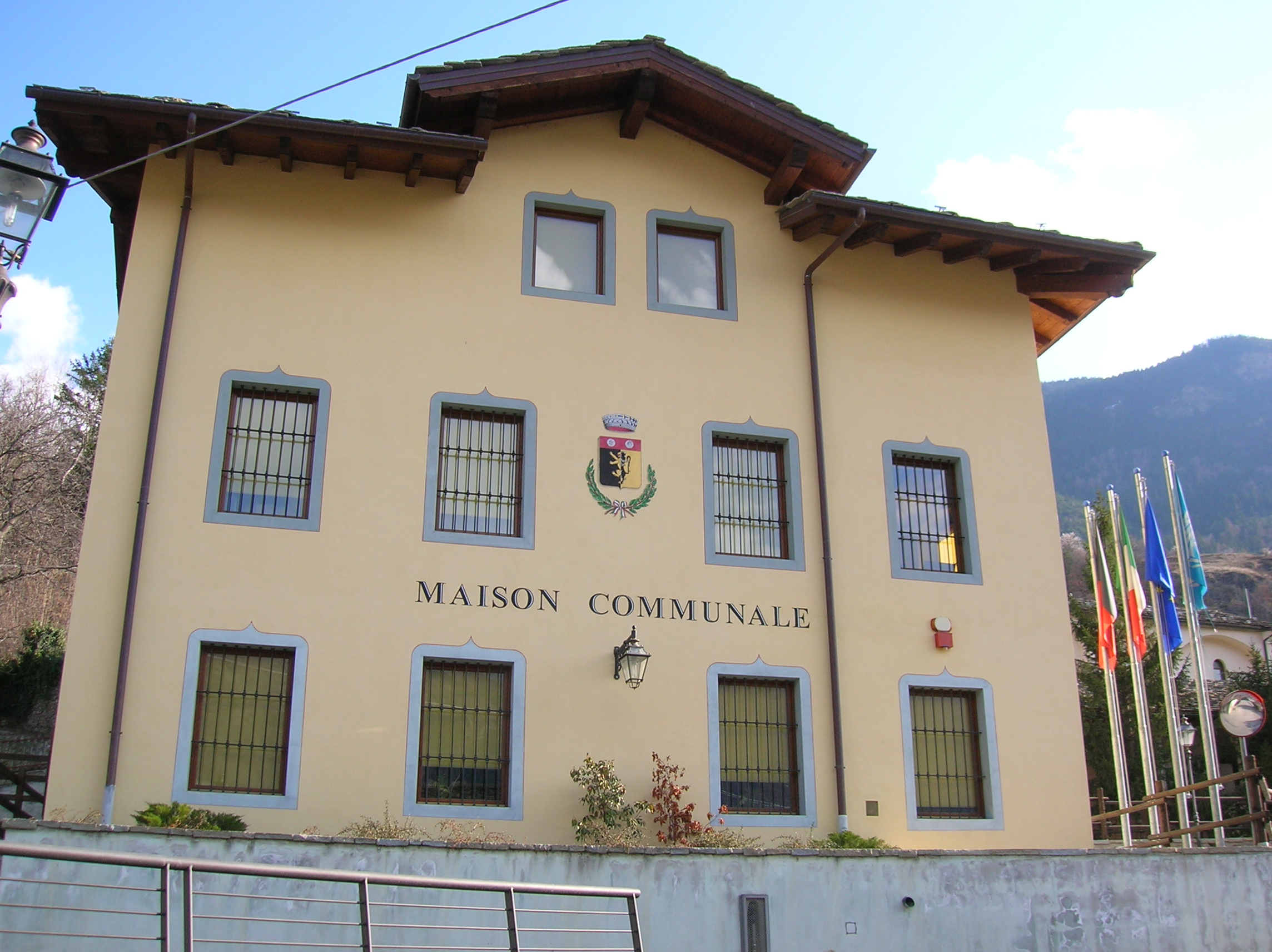
Мэрия.
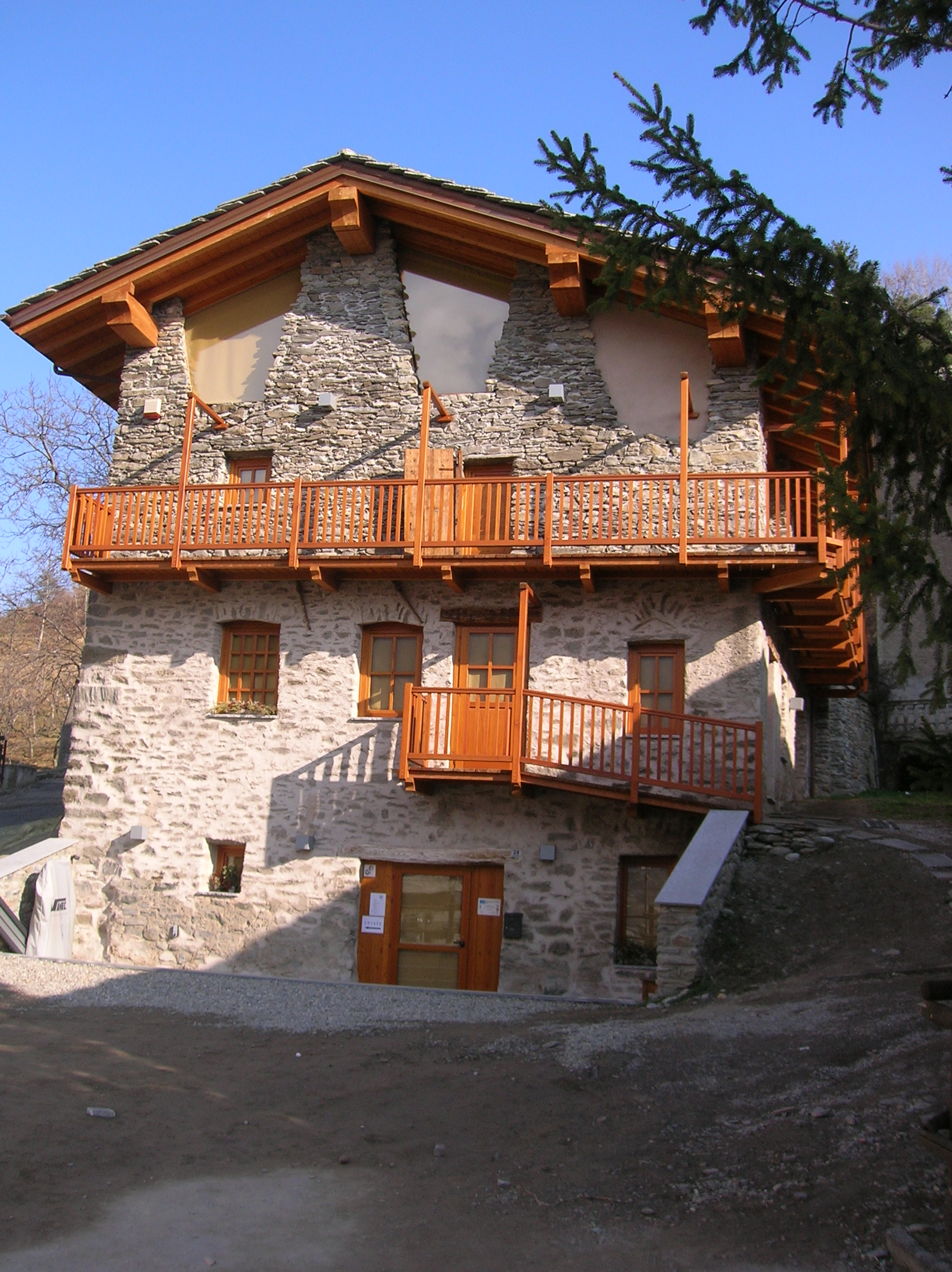
Здание музея старинной лекарни[фр.].
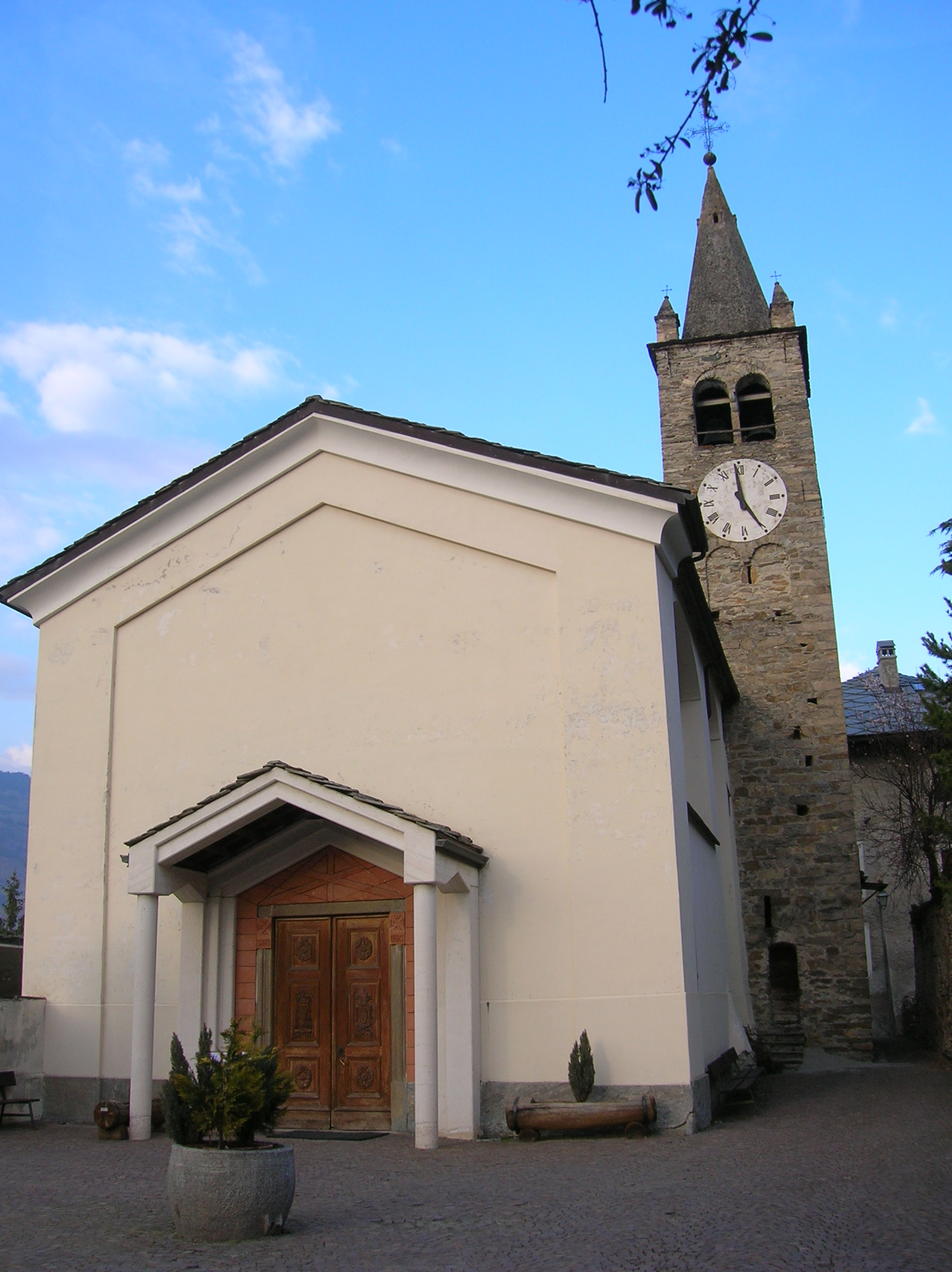
Приходской храм.
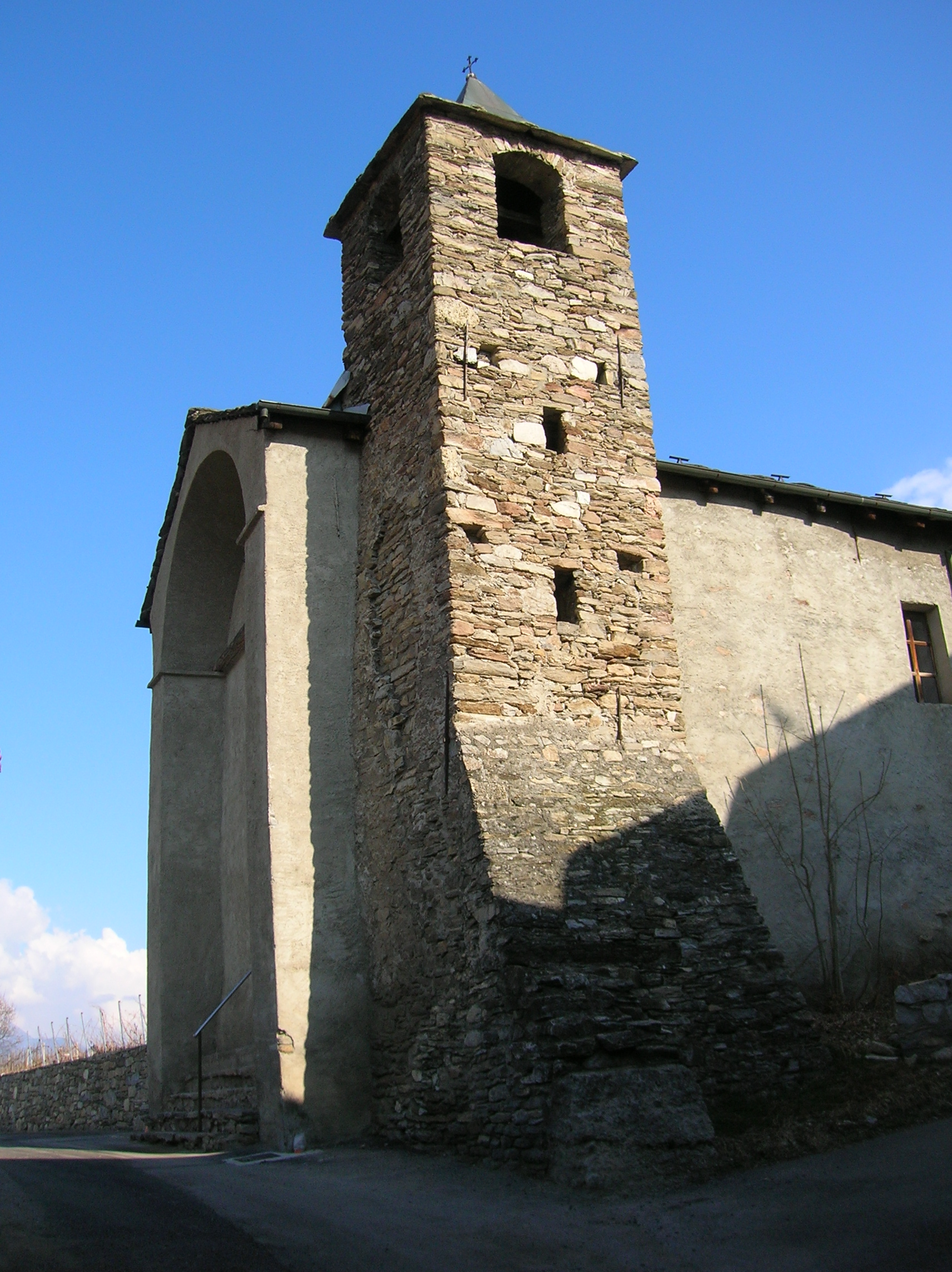
Храм в Помпьо.
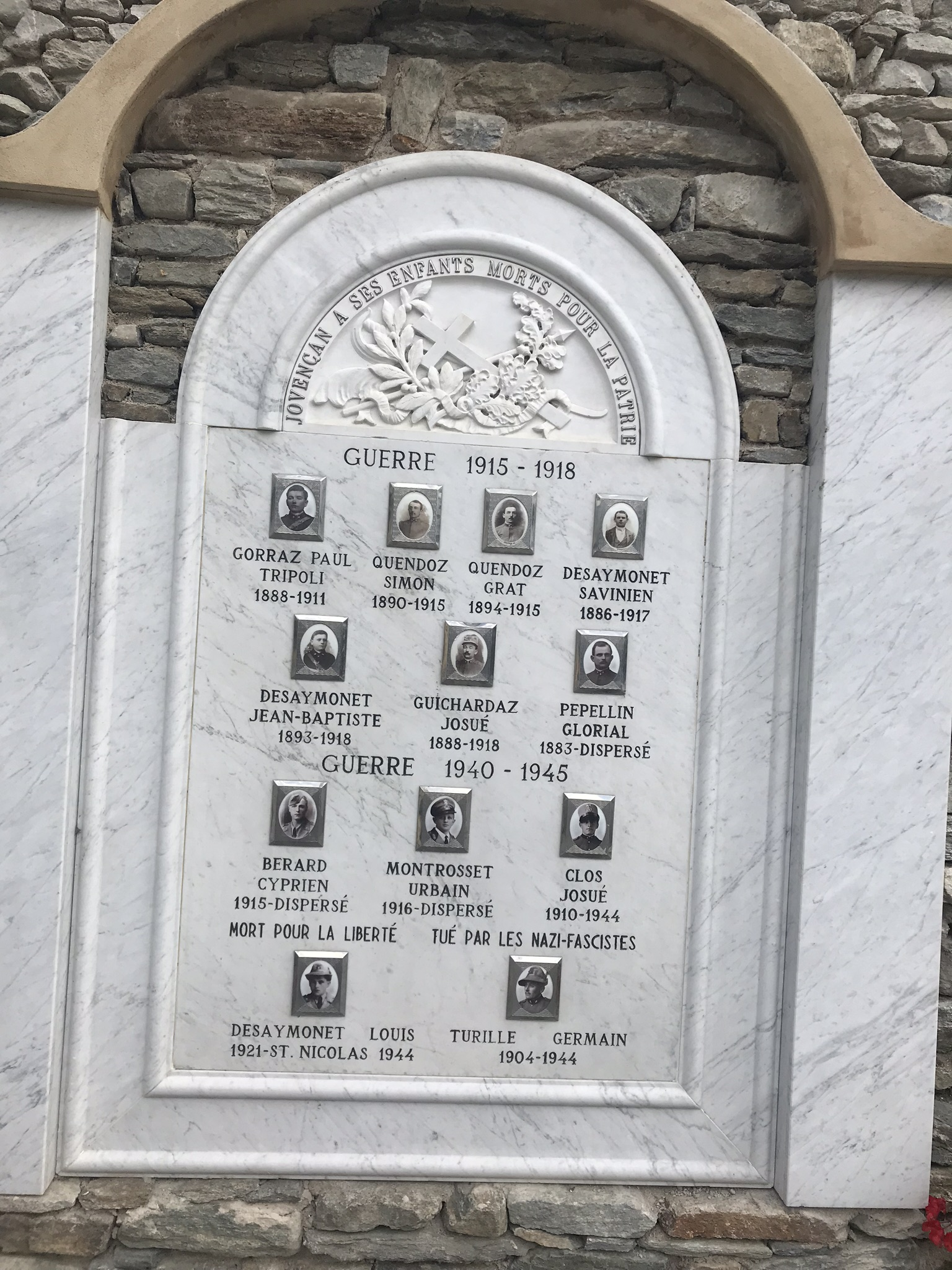
Памятник жертвам Первой мировой войны.